# Oscar Coemans
Oscar Coemans (Sint-Truiden, 22 april 1834 - aldaar, 6 augustus 1892) was een Belgisch senator.

## Biografie
Oscar Coemans was de zoon van notaris Jean Coemans en Marie-Antoinette Pieters. Hij trouwde in 1858 in Luik met Eugénie Beckers (1835-1894).
Hij studeerde af aan de Universiteit Luik in 1856. In opvolging van zijn vader was hij notaris in Sint-Truiden van 1864 tot 1885.
Van 1875 tot 1885 was hij provincieraadslid van Limburg. Hij was het opnieuw vanaf 1887. Van 1889 tot 1892 was hij bestendig afgevaardigde.
Ondertussen was hij in 1885 verkozen tot katholiek senator voor het arrondissement Hasselt en bekleedde dit mandaat tot in 1887, waarna hij werd opgevolgd door Edmond Whettnall.